# 287 (szám)
A 287 (római számmal: CCLXXXVII) egy természetes szám, félprím, a 7 és a 41 szorzata.

## A szám a matematikában
A tízes számrendszerbeli 287-es a kettes számrendszerben 100011111, a nyolcas számrendszerben 437, a tizenhatos számrendszerben 11F alakban írható fel.
A 287 páratlan szám, összetett szám, azon belül félprím, kanonikus alakban a 71 · 411 szorzattal, normálalakban a 2,87 · 102 szorzattal írható fel. Négy osztója van a természetes számok halmazán, ezek növekvő sorrendben: 1, 7, 41 és 287.
Ötszögszám.
Kynea-szám (felírható (2n + 1)2 − 2 alakban).
A 287 előállítható 3, 5, illetve 9 szomszédos prímszám összegeként:
- 89 + 97 + 101 = 287
- 47 + 53 + 59 + 61 + 67 = 287
- 17 + 19 + 23 + 29 + 31 + 37 + 41 + 43 + 47 = 287

A 287 négyzete 82 369, köbe 23 639 903, négyzetgyöke 16,94107, köbgyöke 6,5962, reciproka 0,0034843. A 287 egység sugarú kör kerülete 1803,27418 egység, területe 258 769,84528 területegység; a 287 egység sugarú gömb térfogata 99 022 594,1 térfogategység.
A 287 helyen az Euler-függvény helyettesítési értéke 240, a Möbius-függvényé 1, a Mertens-függvényé −7.